# Lễ hội khỏa thân Nhật Bản
Lễ hội khoả thân Nhật Bản hay Hadaka Matsuri (裸祭り "Naked Festival") là lễ hội diễn ra vào ngày thứ 7 tuần thứ ba của tháng 2 hàng năm tại ngôi đền Saidaiji Kannon tại thành phố Okayama, miền Tây Nhật Bản. Trong lễ hội, những người đàn ông phải cởi bỏ hết quần áo trong cái lạnh thấu xương của mùa đông nước Nhật, họ chỉ mặc duy nhất một chiếc khố trắng được gọi là fundoshi và mang một đôi tất trắng có tên là tabi.
Lễ hội khỏa thân Hadaka Matsuri Nhật Bản, thu hút tới hơn 9.000 nam giới Nhật Bản tham gia mỗi năm. Hàng nghìn người đóng khố và cởi trần khi tham dự lễ hội ở ngôi đền Saidaiji tại thành phố Okayama. Trong thời tiết lạnh giá, họ sẽ tranh nhau cặp bùa que may mắn mang tên Shingi do một đạo sĩ ném xuống từ độ cao hơn 4 m. Người Nhật cho rằng, ai bắt được cặp que này sẽ hưởng may mắn trong suốt 12 tháng của năm.Trước khi bắt bùa may mắn, những người tham gia phải lội qua một bể nước lạnh để rửa sạch cơ thể.

## Lịch sử
Hadaka Matsuri ra đời từ 500 năm trước và khởi nguồn từ ngôi đền Saidaiji và được lưu truyền qua nhiều thế hệ. Lúc đầu, người tham gia tranh nhau tấm bùa giấy, nhưng do nó dễ rách nên sau này người ta thay nó bằng que gỗ. 

## Nghi lễ

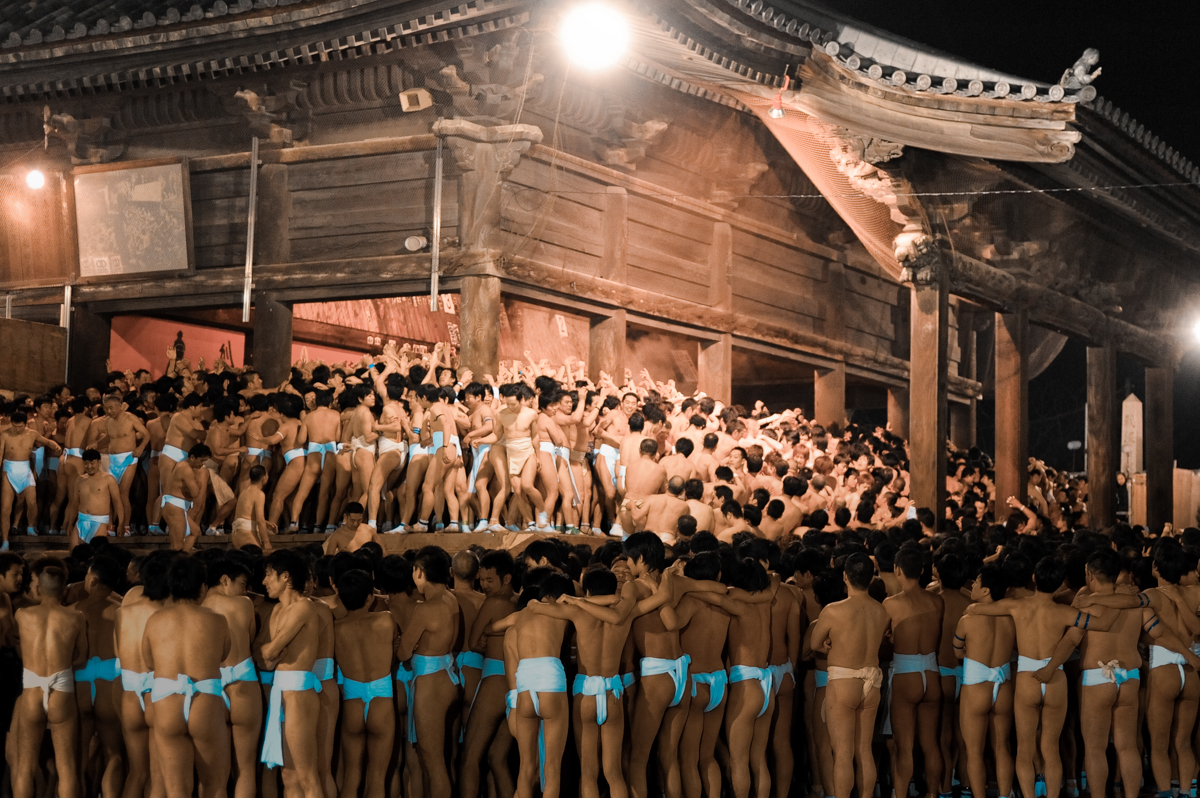
Lễ hội Hadaka Matsuri thu hút rất nhiều người

Ở Saidaiji, những ngày lạnh nhất trong năm thường là tháng 2, hàng ngàn nam giới là tín đồ Thần đạo sẽ cởi trần, đóng khố, uống rượu sake để thanh tẩy, sau đó la hét và chạy nhảy để làm nóng người. Sau đó, họ bước vào thác nước lạnh để thanh tẩy cơ thể trước khi bước vào ngôi đền linh thiêng.
Đúng 10 giờ đêm diễn ra lễ hội, đèn điện trong ngôi đền sẽ tắt hết, một vị đạo sĩ đứng từ cửa sổ sẽ ném xuống đám đông hai chiếc que may mắn (gọi là Shingi, que dài 20 cm, đường kính 4 cm).
Người tham gia lễ hội ra sức giành lấy Shingi về tay mình bởi vì theo truyền thuyết, ai giữ được Shingi lâu nhất và bỏ được que gỗ vào chiếc hộp gọi là masu thì sẽ gặp may mắn và hạnh phúc trong cả 12 tháng.
Những người khác sẽ cố chạm vào người nào lấy được chiếc gậy để mong may mắn được lan toả, rồi mọi người trở về trong trật tự.

## Điện ảnh
Lễ hội khỏa thân Nhật Bản Hadaka Matsuri được tái hiện trong phim Lâm nghiệp (phim) sản xuất năm 2014.